# Pułapka miłości
Pułapka miłości (fr. La Surprise de l’amour) – komedia Pierre’a de Marivaux wystawiona w 1722.

## Data powstania utworu
Utwór został napisany w 1722 i miał premierę 3 maja 1722 w l’Hôtel de Bourgogne. Został wystawiony przez aktorów Comédie-Italienne. Autor również tym razem nie ujawnił swego nazwiska.

## Osoby
| Osoba     | Jej rola w dramacie  |
| --------- | -------------------- |
| Hrabina   |                      |
| Lelio     |                      |
| Baron     | przyjaciel Lelia     |
| Kolombina | garderobiana hrabiny |
| Arlekin   | służący Lelia        |
| Jagusia   | służąca Lelia        |
| Pietrek   | chłopak Jagusi       |

## Treść

### Akt I
Jagusia przyznaje, że kocha Pietrka, który za nią świata nie widzi, obawia się jednak, że jej pan, hrabia Lelio nie wyrazi zgody na ich ślub, usunął się bowiem na wieś, unika kobiet i nie chce słyszeć o miłości. Hrabia Lelio został zdradzony przez swą kochankę, jego sługa Arlekin przez służącą Małgośkę. Obaj wspierają się w postanowieniu unikania kobiet i ich podstępów, choć Arlekinowi idzie to daleko gorzej niż jego panu. Jagusia z Pietrkiem zjawiają się przed Leliem, by prosić go o pobłogosławienie ich małżeństwa i o wsparcie finansowe dla nich. Lelio jak umie przestrzega Pietrka przed tak nieszczęsnym krokiem. Pietrek postanawia zwrócić się o pomoc do swojej pani, hrabiny. Na widok hrabiny Lelio ucieka, po czym tłumaczy to swoją nienawiścią do kobiet. Hrabina zgaduje, że został zdradzony dla innego. Potępia taki czyn, uznając za mądre jedynie porzucenie mężczyzny, bo żaden z nich nie zasługuje na uczucie. Ostatecznie Lelio i hrabina zapewniwszy się o swej wzajemnej względem siebie obojętności zgadzają się żyć obok siebie zgadzając się, by jedno nienawidziło kobiet, a drugie gardziło mężczyznami. Baron przyjaciel Lelia jest zdziwiony widząc, że los zetknął ze sobą osoby tak szczerze nienawidzące płci przeciwnej. Rysuje więc koło najpierw wokół Lelia potem wokół hrabiny i zakazuje im wyjść z niego zanim nie zaczną wzdychać do uroków drugiej strony. I Lelio i hrabina wychodzą bez chwili wahania, z czego baron, zadowolony, wnioskuje, że już są w sobie zakochani, trzeba jeszcze tylko niewielkiego czasu, by to wyznali ustami. Hrabina oddala się obrażona. Kolombina zaczaja się na Arlekina, chłopak jest w rozterce pomiędzy obawą przed plemieniem kobiet, a zachwytem nad jego przedstawicielką.

### Akt II
Hrabina, aby nie widywać się z Leliem, postanawia się z nim rozmówić w sprawie Pietrka listownie. Kolombina podejrzewa początki zakochania. Lelio jest zdziwiony i rozdrażniony ucieczką hrabiny i swoistym sposobem porozumiewania się, jaki obrała. Arlekin męczy się walcząc, by nie pokochać Kolombiny. Te jego męki zdobywają jej serce. Wyznaje, że go kocha i żąda, by on wyznał to samo, bo go znienawidzi. Chłopak ucieka przed nią. Lelio oddaje Kolombinie swoją odpowiedź dla hrabiny, a służąca zapewnia go, że jej pani jest w nim zakochana i przepowiada to samo jemu. Lelio miota się, chce jechać to do Paryża, to do Konstantynopola, by za chwilę o niczym nie pamiętać. Wciąż drąży dlaczego hrabina tak go unika i co w nim znalazła tak przykrego. Wreszcie wysyła Arlekina, by wybadał Kolombinę, co jej pani myśli o nim. By tego dopiął zwalnia swego sługę z przysięgi, że nie pokocha żadnej kobiety. Jagusia oznajmia Leliowi, że chce się zwolnić ze służby ponieważ Pietrek przychylnie spoglądał na inną. Hrabina wbrew temu co pisała w liściku zjawia się u Lelia szukając portreciku, który gdzieś zawieruszyła Kolombina. Lelio chce jej zejść z drogi, to znów hrabina tego żąda, ale ostatecznie zaczynają wspólnie szukać portreciku wyrzucając sobie wzajemnie niekonsekwencję i brak taktu. Z rozmowy wynika, że Kolombina zapewniła hrabinę o przychylności Lelia, a Lelia o tym, że hrabina go kocha. Oburzona hrabina przyzywa Kolombinę, która jest gotowa opowiedzieć z jakich oznak wyprowadziła swe wnioski. Hrabina jednak jej nie pozwala, a Lelio pragnie ponad wszystko pozostać przekonanym, że hrabina go nie kocha.

### Akt III
Pietrek odnosi Kolombinie puzderko hrabiny, jednak bez portretu, bo ten zatrzymał sobie jego pan. Uzyskuje od Kolombiny przyznanie się do wzajemności w miłości, po czym wspólnie przystępują do połączenia swych państwa. Kolombina zaprzecza przed swą panią jakoby hrabia Lelio ją kochał, czym wzbudza w hrabinie zazdrość o niego i doprowadza ją do uświadomienia sobie stanu swych uczuć. Pietrek przynosi hrabinie jej puzderko i wyjawia, że portret hrabiny jego pan zachował sobie, bo bardzo mu przypominał zmarłą kuzynkę. Naprawdę jednak żadnej kuzynki nie było, a pan Lelio przeklina portret, że nie może się uwolnić od miłości do osoby, którą wyobraża. Lelio zaprzecza jakoby zatrzymał portret, Arlekin wskazuje jednak kieszeń, do której go schował. W bezpośredniej rozmowie hrabiny z Leliem, hrabina przyznaje się do miłości do hrabiego, a ten pada przed nią na kolana i prosi o wybaczenie.

## Omówienie
Podobny temat poruszali już wcześniej na deskach teatru włoskiego Moreto y Cabana we Wzgardzie za wzgardę i Molier w Księżniczce Elidy. Mężczyzna, który wyrzeka się miłości i kobieta, która gardzi mężczyznami stają się ofiarami własnej postawy. Próbują się spotkać i jednocześnie unikać, podczas gdy ich służący, parodiując ich zachowanie doprowadzają akcję do naturalnego rozwiązania. Temat nienowy, ale młody dramaturg powołując do życia te sekwencje pościgów i ucieczek, spotkań i zaprzeczeń, napełnia swą komedię wibracją uczuć przeżywanych przez bohaterów i darem obserwacji zdradzającym znajomość ludzkich serc. W ten sposób kształtuje swój teatr wokół jednego problemu: walki człowieka z uczuciem miłości i ostatecznego zwycięstwa, które odnosi w tej walce miłość.
Wraz z tematem Marivaux odnalazł w Pułapce miłości również swoją formę ekspresji: nieustanny szczebiot, który nie jest tylko bezmyślną paplaniną, ale wyrazem niezwykle subtelnych drgnień serca i towarzyszących im myśli. Odnalazł również swój typ dialogu, w którym dźwięk słów odpowiada pojedynkowi uczuć i osiąga swą wyrazistość dopiero ożywiony grą, gestem, spojrzeniem. Znalazł wreszcie swych artystów w postaci Arlekina, którego maska jest zasłoną prawdy, w Leliu (Luigim Riccobonim), który dzięki formacji tragicznej był predysponowany do ról bohaterów przeżywających subtelne udręki miłości, wreszcie w Sylwii (Zanetcie Benozzi), której serce i umysł odpowiadają tak szczęśliwie jego inteligencji i uczuciowości, że trudno sobie wyobrazić teatr Marivaux bez Sylwii.

## Tłumaczenie
Komedia została przetłumaczona na język polski przez Tadeusza Boya-Żeleńskiego i ukazała się drukiem w Krakowie w 1916 roku. Była wielokrotnie wystawiana przez polskie teatryː w 1956 roku przez Teatr Objazdowy (PPIE) w Warszawie, w 1963 przez Teatr Rozmaitości we Wrocławiu, w 1970 przez Teatr Ziemi Pomorskiej w Grudziądzu, w 1985 przez Teatr Dramatyczny w Białymstoku. W 1972 Teatr Telewizji wyemitował spektakl Pułapki miłości w reżyserii Tadeusza Aleksandrowicza.